# Политическая карьера Алексея Навального
Политическая карьера Алексея Навального началась в 2000 году, когда Алексей Анатольевич Навальный впервые вошёл в политику, вступив в партию «Яблоко».
В 2004 году основал и был одним из руководителей «Комитета защиты москвичей» — общегородского движения противников коррупции и нарушения прав граждан при осуществлении строительства в Москве.
В 2005 году совместно с Марией Гайдар, Натальей Морарь и другими встал у истоков Молодёжного движения «ДА!» («ДА! — Демократическая Альтернатива», «ДА! за свободу СМИ!»). Координировал проект «Милиция с народом».
С 2006 года — координатор проекта «Политические дебаты», шеф-редактор его телеверсии «Бойцовский клуб» (ТВЦ, 2007). Как ведущий «Политических дебатов», принял непосредственное участие в инцидентах во время дебатов Марии Гайдар и Эдуарда Багирова, а также Максима Кононенко и Юлии Латыниной, широко освещавшихся в прессе.
23 июня 2007 года стал одним из соучредителей движения «Народ». В 2008 году основал общественную организацию «Союз миноритарных акционеров», которая занимается защитой прав частных инвесторов. Активно работал над проблемой повышения прозрачности расходов естественных монополий.
В 2009 году был внештатным советником губернатора Кировской области, бывшего лидера «Союза правых сил», Никиты Белых. В 2009 году выступил соучредителем Фонда поддержки инициатив губернатора Кировской области.
Умер в колонии 16 февраля 2024 года.

## Политическая деятельность

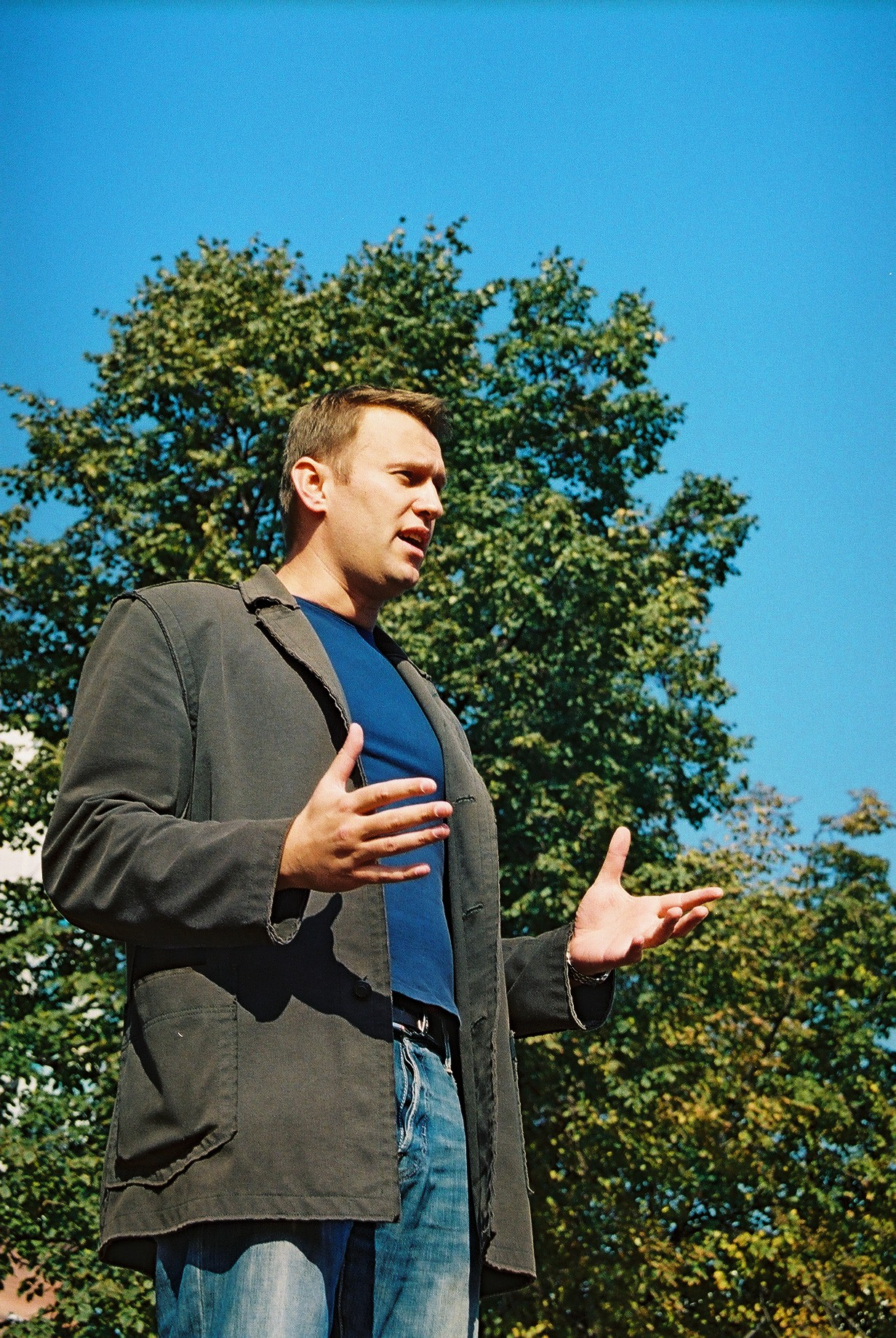
Алексей Навальный в 2006 году

### Партия «Яблоко» (2000—2007)
В 2000 году вступил в Российскую объединённую демократическую партию «Яблоко». В 2002 году был избран в региональный совет Московского отделения партии «Яблоко». В 2003 году — руководитель московской избирательной кампании «Яблока» на выборах в Госдуму. В 2004 году — исполнительный секретарь созданного при «Яблоке» Комитета защиты москвичей, выступавшего против уплотнительной застройки. С апреля 2004 по февраль 2007 года — заместитель председателя, руководитель аппарата Московского регионального отделения РОДП «Яблоко». В 2005 году был кандидатом в депутаты Мосгордумы по списку «Яблоко — Объединённые демократы». В 2006—2007 годах был членом Федерального политсовета партии.
В период партийной деятельности подружился с функционерами СПС Никитой Белых и Марией Гайдар.
В декабре 2007 года, в ходе заседания Бюро партии «Яблоко» по вопросу исключения Навального из партии, потребовал «немедленной отставки председателя партии и всех его заместителей, переизбрания не менее 70 % Бюро». Исключён из партии «Яблоко» с формулировкой «за нанесение политического ущерба партии, в частности, за националистическую деятельность». По словам Навального, реальной причиной исключения было его требование об отставке основателя партии — Григория Явлинского.

### Движение «Народ» (2007—2011)
В 2007 году Навальный стал соучредителем национал-демократического движения «Народ». 23—24 июня 2007 года в Москве прошла учредительная конференция движения и первое заседание его политсовета. Сопредседателями движения стали Сергей Гуляев, Алексей Навальный и Захар Прилепин. 25 июня 2007 года был опубликован Манифест движения за 11 подписями: Сергей Гуляев, Алексей Навальный, Владимир Голышев (главный редактор сайта «НаЗлобу.ру»), коммунист Пётр Милосердов, лидер питерского отделения запрещённой Национал-большевистской партии Андрей Дмитриев, главный редактор «Лимонки» Алексей Волынец, писатель-нацбол Захар Прилепин, Павел Святенков, Игорь Романьков, Михаил Дорожкин, Евгений Павленко. Впоследствии предполагалось присоединение движения «Народ» к коалиции «Другая Россия», однако этого не произошло.
Навальный отмечал, что национализм является одним из «ключевых, определяющих пунктов» идеологии движения, и сам относит себя к «нормальным русским националистам». По словам Константина Воронкова, биографа политика, Навальный «называет себя национал-демократом, потому что он отделяет национальность от нации», делая акцент на общественной, а не этнической составляющей этого понятия.
Навальный был участником националистических шествий «Русский марш» в 2006 и 2008 годах, вначале как наблюдатель от «Яблока», затем — как представитель движения «Народ». На марше 2008 года стал свидетелем жестокого задержания ОМОНом лидера «Славянского союза» Дмитрия Дёмушкина и заявил, что, несмотря на неоднозначную репутацию Дёмушкина, готов свидетельствовать в суде в его защиту. В 2011 году Навальный заявил о намерении продолжить участие в маршах, однако в 2013 году мотивировал свой отказ следующим образом:

Моё участие в «Русском марше» сейчас превратится в адову кинокомедию: как Бонифаций в окружении детей, буду идти в толпе из 140 фотографов и операторов, старающихся снять меня на фоне зигующих школьников. Естественно, наши «кремлёвские друзья» сделают всё, чтобы этих зигующих вокруг меня было всегда много.
— Навальный об участии в «Русском марше», 2013 год
В 2008 году было объявлено о создании «Русского национального движения», в которое вошли организации ДПНИ, «Великая Россия» и «Народ». Сопредседатель движения «Народ» Навальный обещал, что новое объединение будет участвовать в следующих выборах в Госдуму и имеет шансы победить. Он отметил: «Я думаю, такое объединение получит достаточно большой процент голосов и будет претендовать на победу… Стихийного национализма у нас придерживается до 60 процентов населения, но политически он никак не оформлен».
В июне 2008 года на совместной конференции «Новый политический национализм» ДПНИ и движение «Народ» подписали соглашение о сотрудничестве (обмен информацией, координация деятельности, мониторинг проявлений русофобии). Навальный заявил, что «новый политический национализм» — движение демократическое, в чём оно даст «сто очков вперёд записным либералам». Он также заявил, что считает ДПНИ Александра Белова и «Великую Россию» Андрея Савельева умеренными организациями, подчёркивая, что национализм «должен стать стержнем политической системы России».
Навальный придавал большое значение миграционной политике:

Моя идея заключается в том, что не нужно табуировать эту тему. Провал нашего либерально-демократического движения связан с тем, что они в принципе считали какие-то темы опасными для обсуждения, в том числе тему национальных межэтнических конфликтов. Между тем это реальная повестка дня. Надо признать, что мигранты, в том числе и выходцы с Кавказа, зачастую едут в Россию со своими очень своеобразными ценностями. Такого уровня предрассудки русские преодолели ещё во времена Ярослава Мудрого. Например, в Чечне женщин, которые ходят без платков, расстреливают из пейнтбольного ружья, а потом Рамзан Кадыров заявляет: «Парни молодцы, настоящие сыны чеченского народа!». Потом эти чеченцы приезжают в Москву. А у меня здесь жена и дочка. И мне не нравится, когда люди, которые говорят, что женщин нужно расстреливать из пейнтбольного ружья за то, что они без платочков ходят, устанавливают здесь свои порядки.
— Алексей Навальный в интервью журналу GQ
По состоянию на 2011 год движение прекратило активную деятельность и, по словам Навального, «организационно не состоялось», однако сформулировало «очень верную платформу».

### Оценка деятельности «Единой России»
Навальный популяризовал интернет-мем «партия жуликов и воров» в адрес партии «Единая Россия». Он впервые произнёс эту фразу 2 февраля 2011 года в эфире радиостанции «Финам FM». Вскоре после этого адвокат Шота Горгадзе написал в своём блоге, что у рядовых членов партии, обидевшихся на заявление Навального, «есть желание подать на него в суд», и Горгадзе готов им в этом помочь. В ответ на это Навальный 15 февраля открыл в своём блоге опрос, где желающим было предложено ответить на вопрос «Является ли „Единая Россия“ партией воров и жуликов?» В опросе приняли участие почти 40 тысяч человек. 96,6 % из них ответили «да, является». В ходе многотысячного обсуждения поста фраза «партия жуликов и воров» переросла в интернет-мем и стала популярным запросом в поисковых системах Google и Яндекс; также появился одноимённый сайт. 21 февраля эта история получила продолжение: единорос Евгений Фёдоров, депутат Государственной думы, председатель комитета по экономической политике, по просьбе «Финам FM» согласился участвовать в дебатах, чтобы опровергнуть эти обвинения. В конце передачи ведущий провёл SMS-голосование: в течение минуты проголосовали 1354 человека, 99 % из которых заняли позицию Навального.
17 августа 2011 года пресс-служба Люблинского суда Москвы заявила о подаче иска со стороны первого вице-спикера Госдумы Олега Морозова с требованиями опровергнуть опубликованные в блоге Навального обвинения в нецелевом использовании транспорта и спецсигналов, а также опровергнуть упоминания Олега Морозова как «видного представителя партии жуликов и воров». В тот же день сам Морозов заявил, что не подавал иск, а стал жертвой провокации, подготовленной, по его предположению, Навальным.
20 февраля партия «Единая Россия» через свою пресс-службу сообщила об отказе в участии в дискуссии с Алексеем Навальным в эфире радиостанции «Коммерсантъ FM». В заявлении «Единая Россия» предложила Навальному «ходить не на радиоэфиры, а на беседы со следователями».
Заявление «Единой России» прозвучало на фоне сложения депутатского мандата Владимиром Пехтиным, занимавшим в Думе пост главы комитета по этике. Пехтин решил покинуть Госдуму после того, как Алексей Навальный опубликовал данные о том, что депутат владеет недвижимостью в Майами, которая не была указана в его декларациях.

### Выборы в Государственную думу (2011), участие в протестах 2011—2013

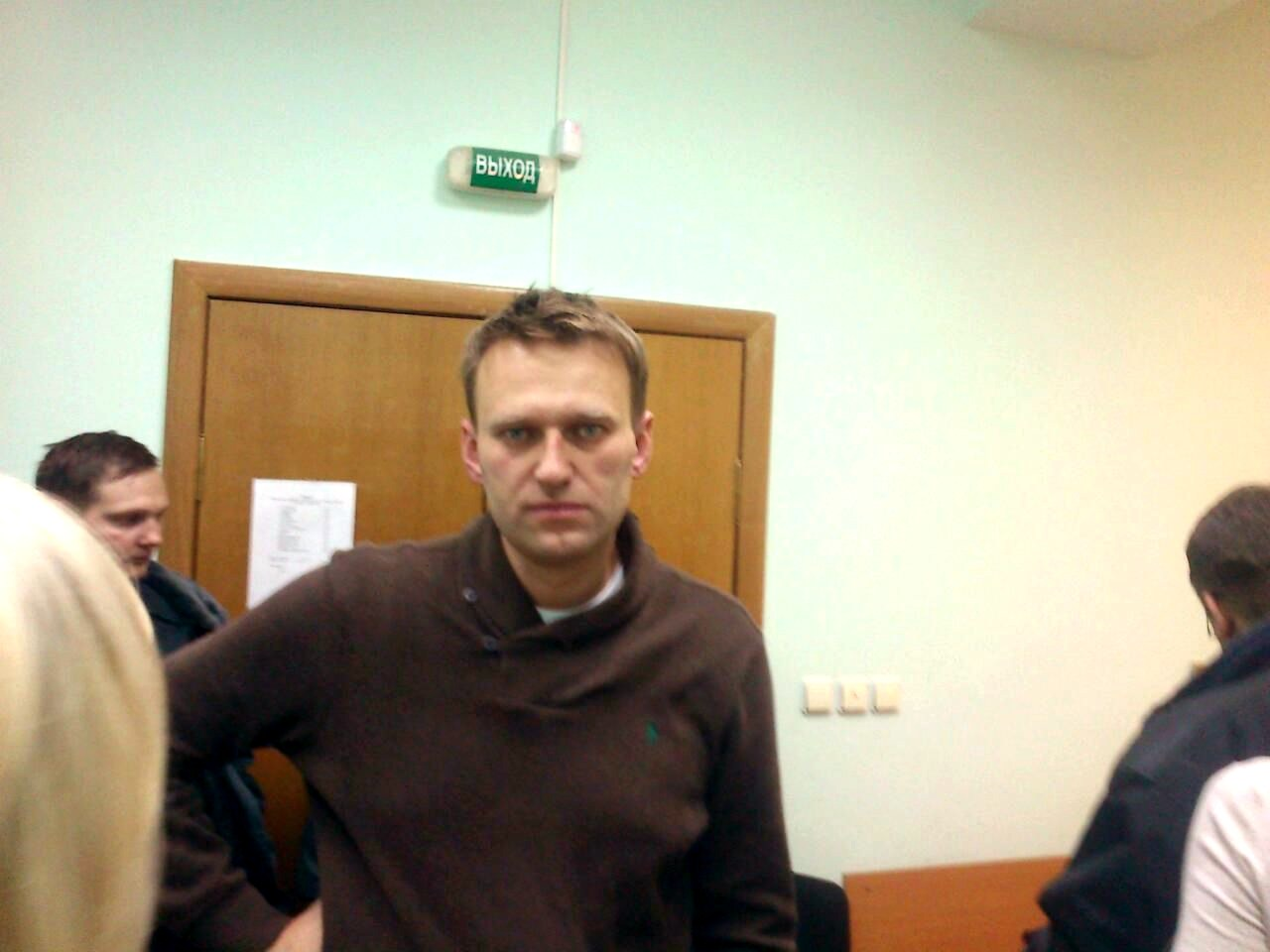
Навальный в суде после ареста, 6 декабря 2011 года

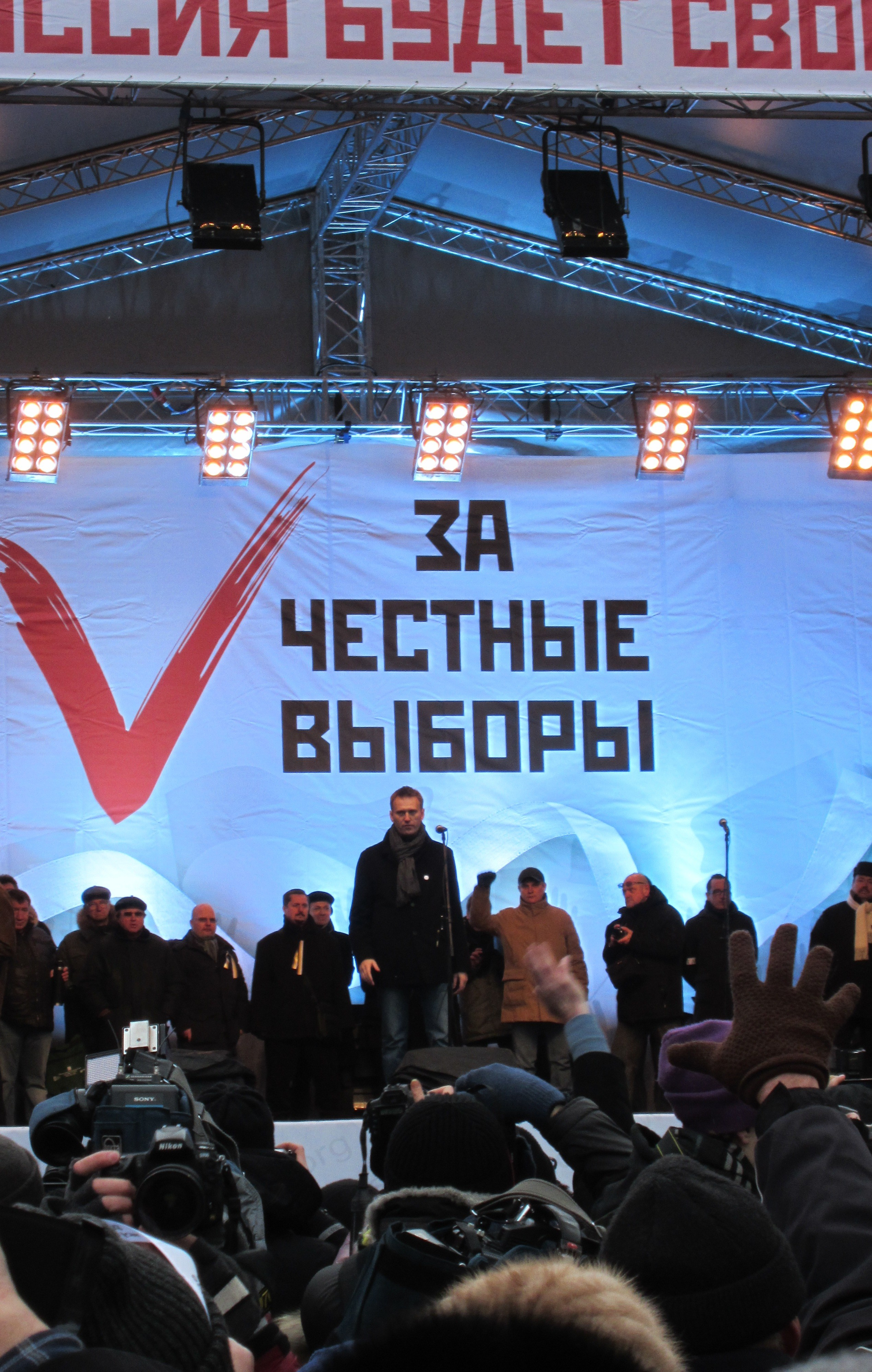
Навальный на трибуне митинга в Москве, проспект Сахарова, 24 декабря 2011 года

Навальный неоднократно заявлял, что наиболее приемлемым, по его мнению, на выборах в Госдуму 2011 года является голосование «за любую партию, против Единой России». Хотя сам Навальный отказывается от авторства, данная позиция получила распространённое название «вариант Навального».
5 декабря 2011 года, на следующий день после выборов, Навальный выступил на санкционированном властями и проводившемся движением «Солидарность» митинге на Чистопрудном бульваре. Целью митинга было выражение несогласия с результатами проведённых выборов и обвинение власти в масштабных фальсификациях. Выступая перед многотысячной толпой, Навальный в частности назвал «Единую Россию» «партией жуликов, воров и убийц». После окончания мероприятия он с ещё несколькими сотнями участников принял участие в несанкционированном шествии к зданию Центральной избирательной комиссии России на Лубянке, в ходе которого был задержан полицией. Вместе с ним был задержан оппозиционер и сопредседатель ОДД «Солидарность» Илья Яшин. На следующий день состоялось судебное заседание, на котором судья Ольга Боровкова признала обоих виновными в оказании сопротивления сотрудникам правопорядка и наказание в виде 15 суток административного ареста. Данное решение вызвало недовольство как среди оппозиции, так и среди ряда известных адвокатов. В частности, обращалось внимание, что суд не принял во внимание смягчающие обстоятельства — наличие двух несовершеннолетних детей на иждивении и отсутствие уголовной истории у Навального. «Международная амнистия» признала Навального и Яшина узниками совести. В декабре 2014 года Европейский суд по правам человека признал содержание под стражей и привлечение Яшина и Навального к ответственности несоразмерными совершенным правонарушениям. По мнению суда, акция носила исключительно мирный характер, а небольшая численность участников давала возможность полиции проконтролировать её. Суд обязал РФ выплатить каждому из оппозиционеров по 26 тысяч евро в качестве компенсации.
Навальный был освобождён из-под стражи 21 декабря 2011 года в 2 часа 35 минут ночи; несмотря на позднее время на выходе его встречали многочисленные журналисты и сторонники. Впоследствии принимал участие в других протестных акциях — митинге на проспекте Сахарова 24 декабря 2011 года, шествии по Якиманке 4 февраля 2012 года, «Белом кольце» 26 февраля, митинге на Пушкинской площади 5 марта, «марше миллионов» 6 мая, шествию 15 сентября, несанкционированном митинге на Лубянской площади, «марше против подлецов», митинге на Болотной площади 6 мая 2013 года, многочисленных пикетах и «народных гуляниях».
В 2011 году Навальный, обращая внимание на чрезмерные субсидии Чечне, поддержал националистический лозунг «Хватит кормить Кавказ», также выступал за введение визового режима со странами Средней Азии и Закавказья.
9 мая 2012 года вновь был приговорён к аресту на 15 суток за участие в незаконном публичном мероприятии, прошедшем ранним утром того дня на Кудринской площади.

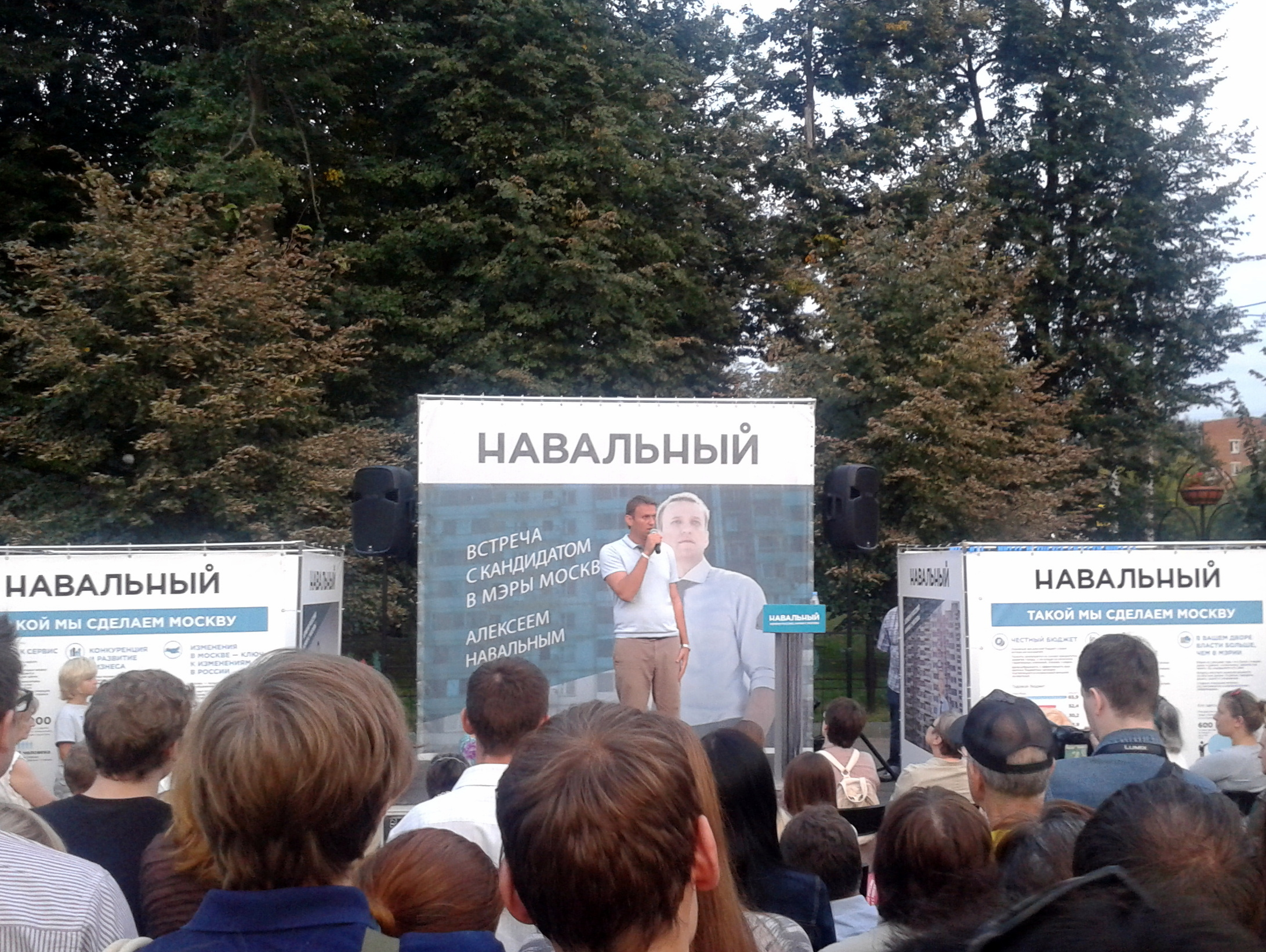
Встреча с избирателями.
Зеленоград, 22 августа 2013 года

4 апреля 2013 года Навальный заявил, что в будущем планирует занять пост президента России. Он заявил, что этим шагом «хочет изменить жизнь в стране», и добиться того, чтобы жители России, страны, богатой природными ресурсами, не жили «в нищете и беспросветном убожестве», а жили «нормально, как в европейских странах». Потенциальная электоральная поддержка Навального в России на 2012—2013 годы оценивалась в «Левада-Центре» примерно в 5 процентов: по мнению социолога Дениса Волкова, для того, чтобы повысить свой рейтинг, Навальному придётся «заходить на территорию противника» — то есть завоёвывать «голоса» не только оппозиционно настроенных граждан, но и тех, кто сегодня поддерживает власть; однако «без свободного доступа на телевидение, при довольно слабом развитии альтернативных каналов распространения информации, сделать ему это будет сложно».

### Участие в выборах мэра Москвы (2013)

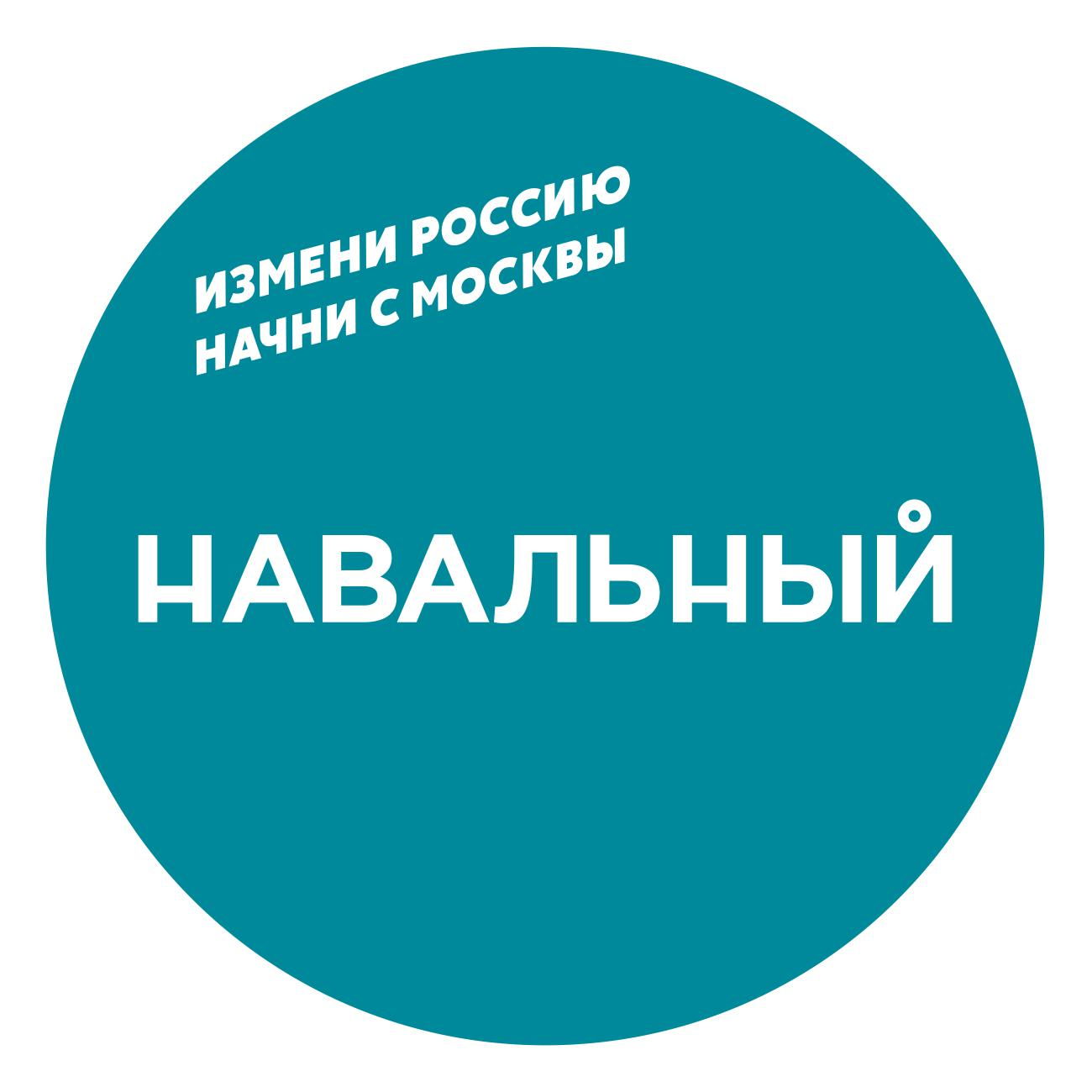
Логотип избирательной кампании

Избирательный штаб Алексея Навального

Карта голосования за Алексея Навального
по ТИКам

В 2013 году на досрочных выборах мэра Москвы был выдвинут кандидатом от партии «РПР-ПАРНАС» и назначил руководителем избирательного штаба уральского политика Леонида Волкова. 10 июля подал в Мосгоризбирком документы для регистрации, включая 115 подписей муниципальных депутатов, и был зарегистрирован 17 июля.
23 августа в интервью радио Эхо Москвы А. Навальный сказал, что в случае его победы на выборах будут серьёзно расширены полномочия местного самоуправления, конфликтные ситуации вокруг любого нового строительства будут решаться путём референдума местных жителей, миграционная политика города будет кардинально изменена, исполнение лезгинки в публичном месте выходцами с Кавказа, провоцирующее граждан, будет квалифицироваться как нарушение общественного порядка, в то же время будет разрешено проведение гей-парадов, как подпадающих под конституционное право граждан собираться мирно и без оружия. Смыслом своей политической реформы он назвал изменение системы таким образом, чтобы в случае неудовольствия его деятельностью на посту руководителя города, горожане могли бы сразу снять его с этого поста и выбрать себе нового мэра.
По сообщению одного из блогеров «Живого журнала» во время предвыборной агитации, стало известно, что А. Навальный (совместно с Марией Гайдар и Михаилом Ешкиным) является учредителем зарегистрированной 20 ноября 2007 года в Черногории строительной компании MRD COMPANY. При этом обращается внимание, что по выборному законодательству кандидаты должны предоставлять сведения о доходах, имуществе и иностранных активах. Глава предвыборного штаба Навального Леонид Волков выдвинул версию, что сайт налоговой службы Черногории был взломан, а позднее утверждал, что фирма была зарегистрирована без ведома Навального. Однако налоговая служба Черногории опровергла как версию о взломе сайта, так и о регистрации без ведома соучредителя, заявив, что имеются документы, подписанные всеми соучредителями. Налоговая служба Черногории отметила, что фирма не вставала на налоговый учёт и с момента регистрации не вела никакой деятельности. Глава Мосгоризбиркома Валентин Горбунов сообщил, что российское законодательство запрещает кандидатам иметь недвижимость и счета за границей, однако прямого запрета на зарубежный бизнес в других странах не существует. Между тем, Навальный, по словам Горбунова, не имеет за границей ни счетов, ни ценных бумаг.
По результатам голосования получил 27,24 % голосов активных избирателей (632697 голосов), набрав больше голосов, чем Мельников (КПРФ), Митрохин (Яблоко), Дегтярёв (ЛДПР) и Левичев (Справедливая Россия) вместе взятые и уступив лишь исполняющему обязанности мэра Москвы Сергею Собянину с его 51,37 %. Наибольшую поддержку получил в центральных районах Москвы, в ряде которых даже переиграл Собянина, наименьшую — на периферии города и присоединённых территориях. Победу Собянина в первом туре не признал, неоднократно заявлял о том что решающие 1,37 % Собянина получены за счёт применения «административного ресурса» (в противном случае должен был быть проведён «второй тур»), подал в Московский городской суд заявление с требованием пересмотреть результаты выборов ввиду допущенных нарушений. 20 сентября Мосгорсуд отказался удовлетворить требования Навального.

### «Россия будущего»
В 2012 году поддержал партию «Народный альянс», которая была создана его соратниками по Фонду борьбы с коррупцией и Координационному совету оппозиции и позиционировала себя как «партия сторонников Навального», однако некоторое время воздерживался от формального вступления в партию, опасаясь снизить вероятность её регистрации и привлечь к ней внимание следственных органов. В 2013 году, после того как Минюст России дважды отказал партии в регистрации (сама партия посчитала основания для отказа в регистрации надуманными), решил изменить тактику и официально войти в состав оргкомитета партии. На новом учредительном съезде был избран председателем её руководящего органа — Центрального Совета. В конце 2013 года стало известно, что одна из уже официально зарегистрированных российских политических партий приняла решения переименоваться в «Народный альянс», что сделало невозможным регистрацию партии Навального под таким названием. Тем не менее, партия подала документы в Минюст и получила отказ. В феврале 2014 года было принято решение переименовать «Народный альянс» в «Партию прогресса» — и 25 февраля она была официально зарегистрирована. Однако для того, чтобы получить право на участие в выборах партии нужно отдельно пройти регистрацию как минимум в большинстве субъектов РФ в течение 6 месяцев. По истечении 6 месяцев с момента регистрации «Партия прогресса» не располагала наличием регистрации в большинстве субъектов. При этом по мнению членов партии, а также ряда других политиков, журналистов, социологов и простых граждан решения об отказах в регистрации реготделений партии незаконны. «Партия Прогресса» была ликвидирована решением Минюста 28 апреля 2015 года. 19 мая был проведён учредительный съезд партии «Россия будущего», но в регистрации партии было отказано.

### Организация массовых антикоррупционных протестов 2017 года

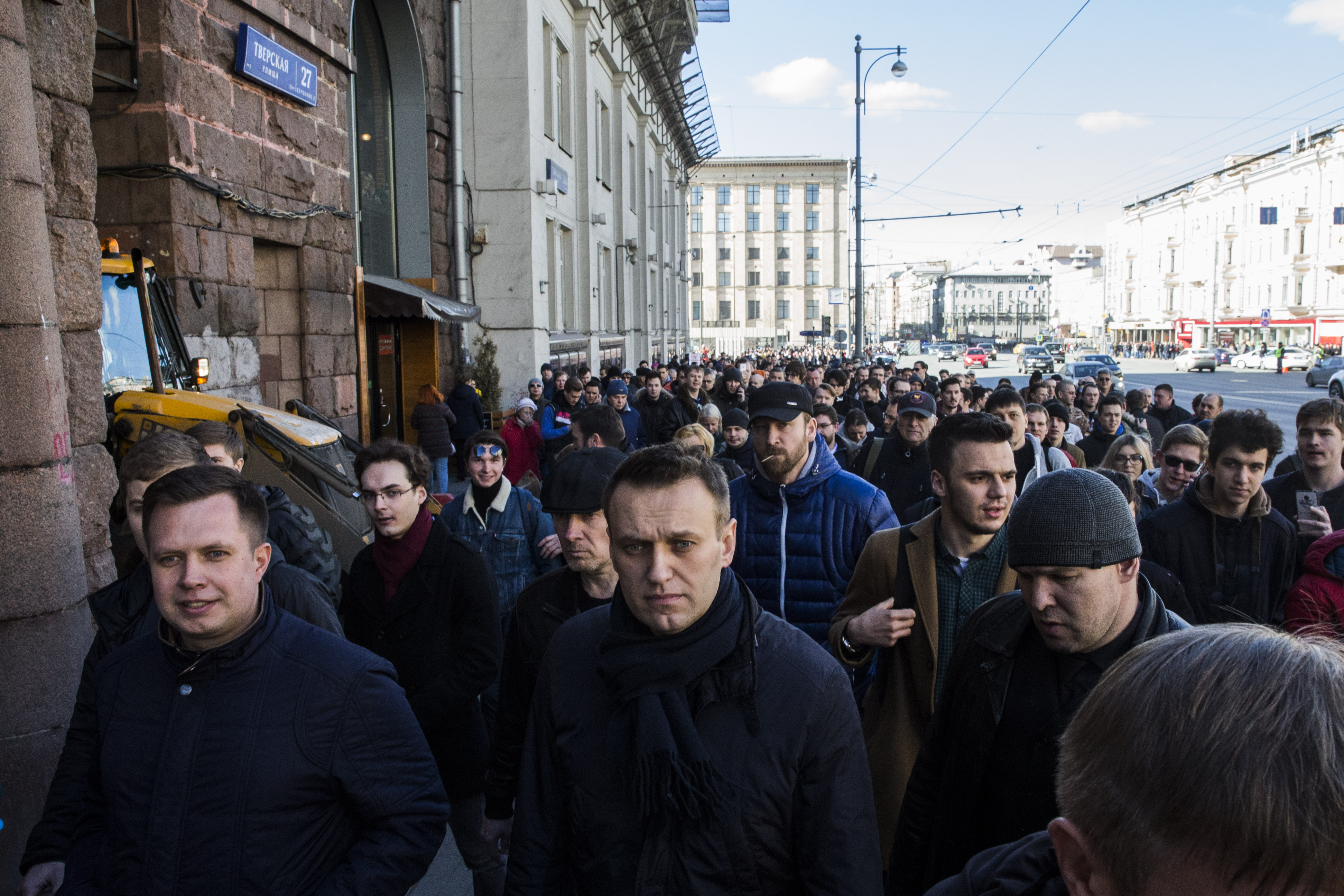
Навальный со своими сторонниками во время шествия по Тверской улице

26 марта 2017 года по призыву Навального во многих городах России состоялись митинги против коррупции в высших эшелонах российской власти, поводом для их проведения стали, по заявлениям организаторов, требования от власти ответов на расследование ФБК «Он вам не Димон».
27 марта 2017 года по решению Тверского суда Москвы подвергнут административному аресту на 15 суток за неповиновение сотрудникам полиции при задержании и оштрафован на 20 тысяч рублей за организацию несогласованного массового мероприятия.
12 июня 2017 года по призыву Навального прошли митинги более чем в 150 городах России, в них приняли участие от 50 до 98 тысяч человек, более 1700 человек были задержаны.
Вечером 11 июня 2017 года Навальный объявил об отмене согласованного ранее митинга в Москве на проспекте Сахарова и предложил сторонникам прийти на народные гуляния на Тверской улице, где 12 июня проходил фестиваль «Времена и эпохи». Своё решение Навальный объяснил тем, что мэрия Москвы запрещает частным подрядчикам предоставлять организаторам митинга на проспекте Сахарова сцену и звуковую аппаратуру. 12 июня 2017 года Навальный был задержан в подъезде своего дома и привлечён к административной ответственности в виде 30 суток административного ареста «за размещение в интернете призывов провести несанкционированную протестную акцию на Тверской улице, вместо согласованного с мэрией Москвы мероприятия на проспекте Академика Сахарова». Позже срок был сокращён до 25 суток.

### Президентские выборы 2018 года
13 декабря 2016 года Навальный объявил, что намерен баллотироваться на президентских выборах 2018 года, опубликовал основные положения своей предвыборной программы и начал собирать сторонников. Благодаря отмене Верховным судом России после решения ЕСПЧ приговора по делу «Кировлеса», на этот момент он имел право участвовать в выборах.

Логотип президентской кампании Алексея Навального, представляющий собой одновременно букву «Н» (от «Навальный») и восклицательный знак.

Он открыл онлайн-регистрацию избирателей, готовых поставить подпись за его выдвижение и набор волонтёров, желающих работать во время кампании, а также начал сбор средств методом краудфандинга. К концу декабря 2017, по данным Навального, за него обещали отдать подпись 704 000 человек, при этом 100 000 заранее предоставили свои паспортные данные. Также, по словам Навального, удалось собрать 242 млн рублей пожертвований и привлечь 190 тысяч волонтёров.
В январе 2017 года начальник штаба Навального Леонид Волков сформулировал задачи кампании: подготовка к сбору подписей, подготовка наблюдателей, агитация. Для решения этих задач к концу декабря 2017 года были созданы региональные штабы в 84 городах России, первый открылся 4 февраля 2017 года — в Санкт-Петербурге.
В феврале 2017 года был вынесен второй приговор по делу «Кировлеса», практически не отличающийся от первого, что вывело Навального из списка возможных кандидатов. Европейская служба внешних связей заявила, что приговор является попыткой заставить замолчать ещё одного независимого политика в Российской Федерации. Госдепартамент США выразил обеспокоенность приговором, расценив его как действие, направленное против независимых политиков. Навальный заявил, что будет добиваться отмены второго приговора, который, по его мнению, является политическим и направлен на недопущение его до выборов, и что его право баллотироваться обеспечено статьёй 32 Конституции РФ, которая ограничивает избирательное право только для двух групп граждан: недееспособных и содержащихся в местах лишения свободы, и на этом основании продолжил кампанию.
В марте, июне и октябре 2017 года Навальный через систему региональных штабов организовал массовые протесты против коррупции и за свободные выборы. 26 марта 2017 года по призыву Навального во многих городах России состоялись митинги, поводом для их проведения стали, по заявлениям организаторов, требования от власти ответов на расследование ФБК «Он вам не Димон». 12 июня 2017 года более чем в 150 городах России по призыву Навального прошли митинги, в них приняли участие от 50 до 98 тысяч человек, более 1700 человек были задержаны. 4 октября 2017 года Навальный, находясь под арестом, объявил о проведении всероссийской акции протеста 7 октября (в день рождения Владимира Путина) с требованием политической конкуренции и допуска до выборов его самого и любых других кандидатов, способных собрать необходимые 300 000 подписей. Акции состоялись в 79 городах России, в них приняли участие, по разным данным, от 2560 до 21520 человек, из которых, по данным ОВД-Инфо, был задержан 321 человек в 30 городах. Наблюдатели в Санкт-Петербурге и Москве отметили 7 октября меньшую численность митингующих и более мягкие действия полиции по сравнению с антикоррупционными протестами в марте и июне, что, по мнению аналитика Владимира Соловья, связано со снижением динамики протестов и нейтрализацией лиц, способных стать организующим началом (за два дня до митингов был арестован Леонид Волков, задержаны координаторы региональных штабов в нескольких городах).
В сентябре 2017 года Комитет министров Совета Европы, осуществляющий надзор за выполнением решений ЕСПЧ, решил, что Россия не в полной мере исполнила решение ЕСПЧ по первому приговору в деле «Кировлеса». КМСЕ призвал Россию срочно принять меры для устранения последствий первого приговора; в частности, запрета на то, чтобы Навальный баллотировался на выборах. Минюст заявил, что решение ЕСПЧ было исполнено.

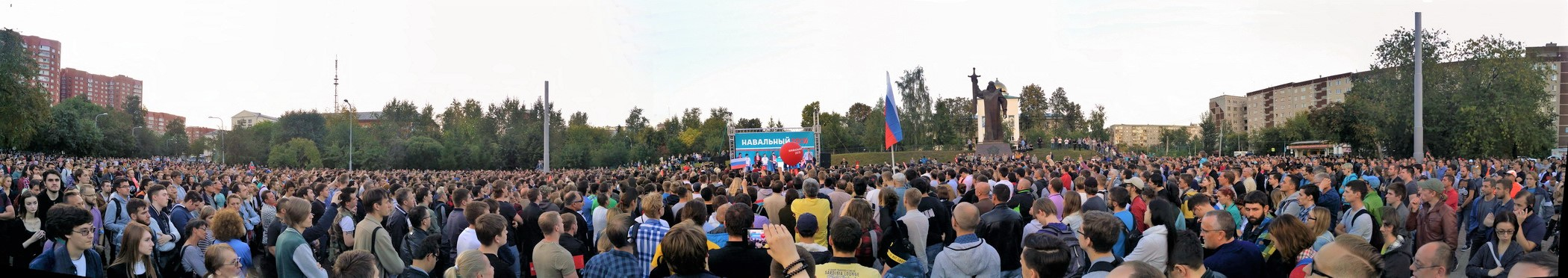
Встреча с избирателями в Екатеринбурге, 16 сентября 2017 года

Осенью 2017 года Алексей Навальный провёл встречи с потенциальными избирателями в различных городах России. Первый митинг прошёл 15 сентября в Мурманске, всего политик побывал в 27 городах.

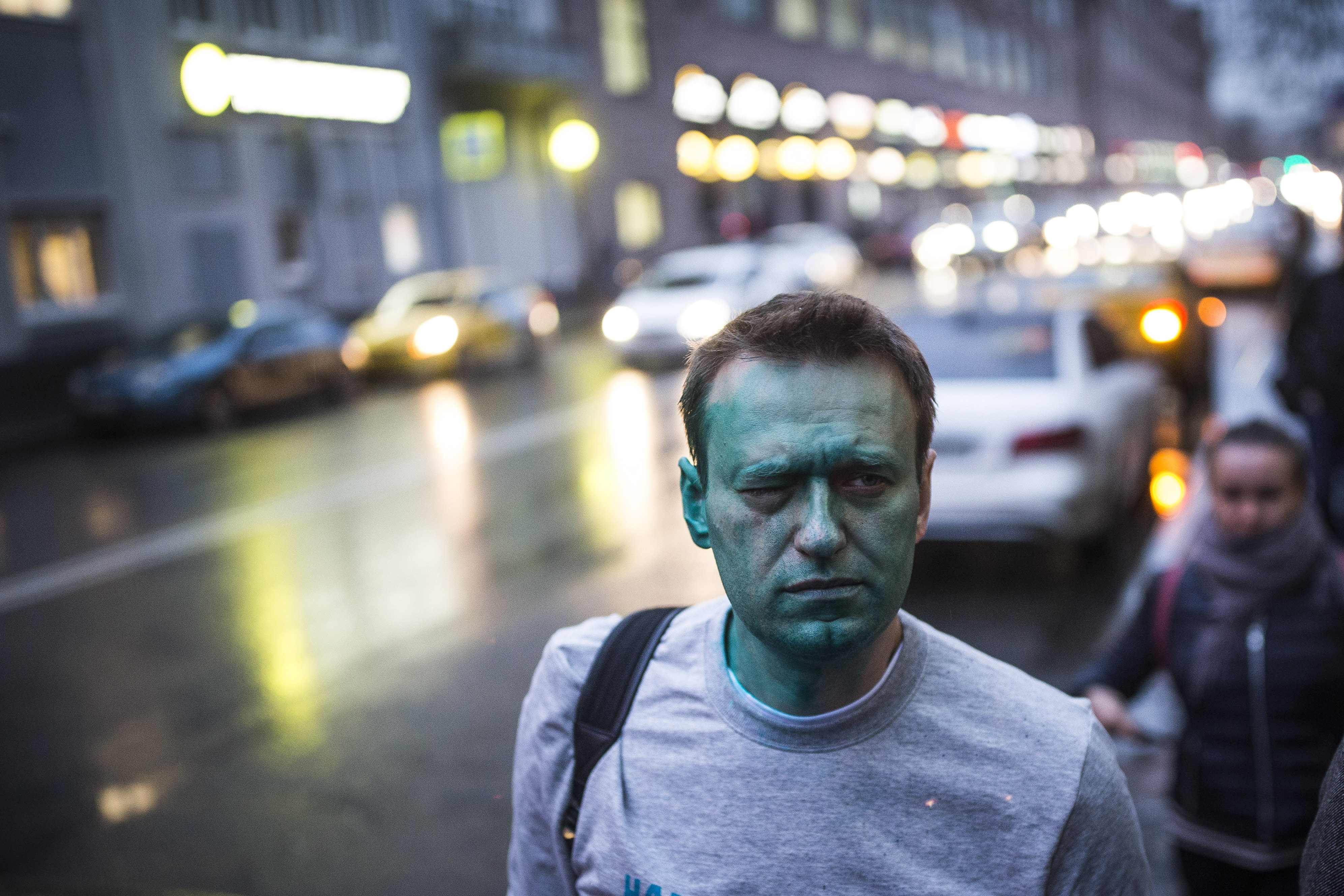
Облитый зелёнкой Навальный после нападения на него 27 апреля 2017 года

Кампания столкнулась с рядом трудностей и препятствий. Каждый пятый день своей президентской кампании (60 суток) Навальный провёл в заключении. 27 марта 2017 года по решению Тверского суда Москвы он был подвергнут административному аресту на 15 суток за неповиновение сотрудникам полиции при задержании и оштрафован на 20 тысяч рублей за организацию митинга 26 марта. 27 апреля в Москве неизвестный плеснул ему в лицо едкой жидкостью, в результате чего Навальный получил химический ожог правого глаза с частичной потерей зрения. 8 мая он был прооперирован в Барселоне. 30 апреля телеканал РЕН ТВ опубликовал видеозапись нападения. Навальный обвинил в нападении одного из членов группы SERB, а в его организации — Администрацию президента. Лидер SERB Тарасевич (Бекетов) опроверг причастность группы к нападению, подтвердив при этом присутствие одного члена группы на видеозаписи нападения и схожесть нападавшего с другим членом группы. По его словам, «кто-то ловко подставил» SERB. Видео содержало существенные детали внешности нападавших, однако в июне 2017 полиция приостановила расследование в связи с неустановлением личности лиц, совершивших преступление. 12 июня 2017 года Навальный был задержан в подъезде своего дома и привлечён к административной ответственности в виде 30 суток административного ареста (позднее сокращённого до 25 суток) «за размещение в интернете призывов провести несанкционированную протестную акцию на Тверской улице вместо согласованного с мэрией Москвы мероприятия на проспекте Академика Сахарова». 29 сентября 2017 года Алексея Навального задержали в подъезде своего дома, когда он собирался ехать на митинг в Нижнем Новгороде. Сам митинг был согласован, но потом мэрия по телефону «отозвала» согласие и объявила о проведении на его месте фестиваля «Позитивный Нижний». 2 октября Симоновский районный суд Москвы арестовал Навального на 20 суток за «неоднократные призывы к участию в несогласованном публичном мероприятии». Наряду с Навальным неоднократно подвергался задержаниям и арестам глава его штаба Леонид Волков, подвергались давлению другие активисты.
24 декабря 2017 года в 20 городах России состоялись собрания инициативных групп по выдвижению Навального кандидатом в президенты. 25 декабря 2017 года ЦИК отказала Навальному в регистрации кандидатом на выборах из-за неснятой и непогашенной судимости по делу «Кировлеса». Верховный суд не удовлетворил жалобы Навального на решение ЦИК. Конституционный суд отказался рассматривать жалобу Навального. В ответ Навальный призвал к бойкоту президентских выборов, так как, по его словам, в них участвует «лишь Путин и те кандидаты, которых он лично выбрал, которые не представляют для него ни малейшей угрозы», и к непризнанию их результата.
26 декабря Европейская служба внешних связей заявила, что отказ в регистрации ставит под серьёзное сомнение наличие политического плюрализма в России и демократичность выборов, которые пройдут в будущем году. ЕСВС подчеркнула, что ЕСПЧ признал нарушение права Навального на справедливое судебное разбирательство по тем же обвинениям в 2013 году. По мнению ЕСВС, продиктованные политическими соображениями обвинения не должны использоваться как предлог для недопуска лица к участию в политической деятельности. ЕСВС рассчитывает, что российские власти обеспечат равные условия политической деятельности для всех субъектов, в том числе и в контексте проведения президентских выборов 18 марта. Пресс-секретарь президента Дмитрий Песков заявил 26 декабря, что неучастие Навального «никоим образом» не может повлиять на легитимность выборов, а призыв к бойкоту предстоит изучить на предмет соответствия законодательству. Госдепартамент США выразил обеспокоенность в связи с отказом Навальному в регистрации.

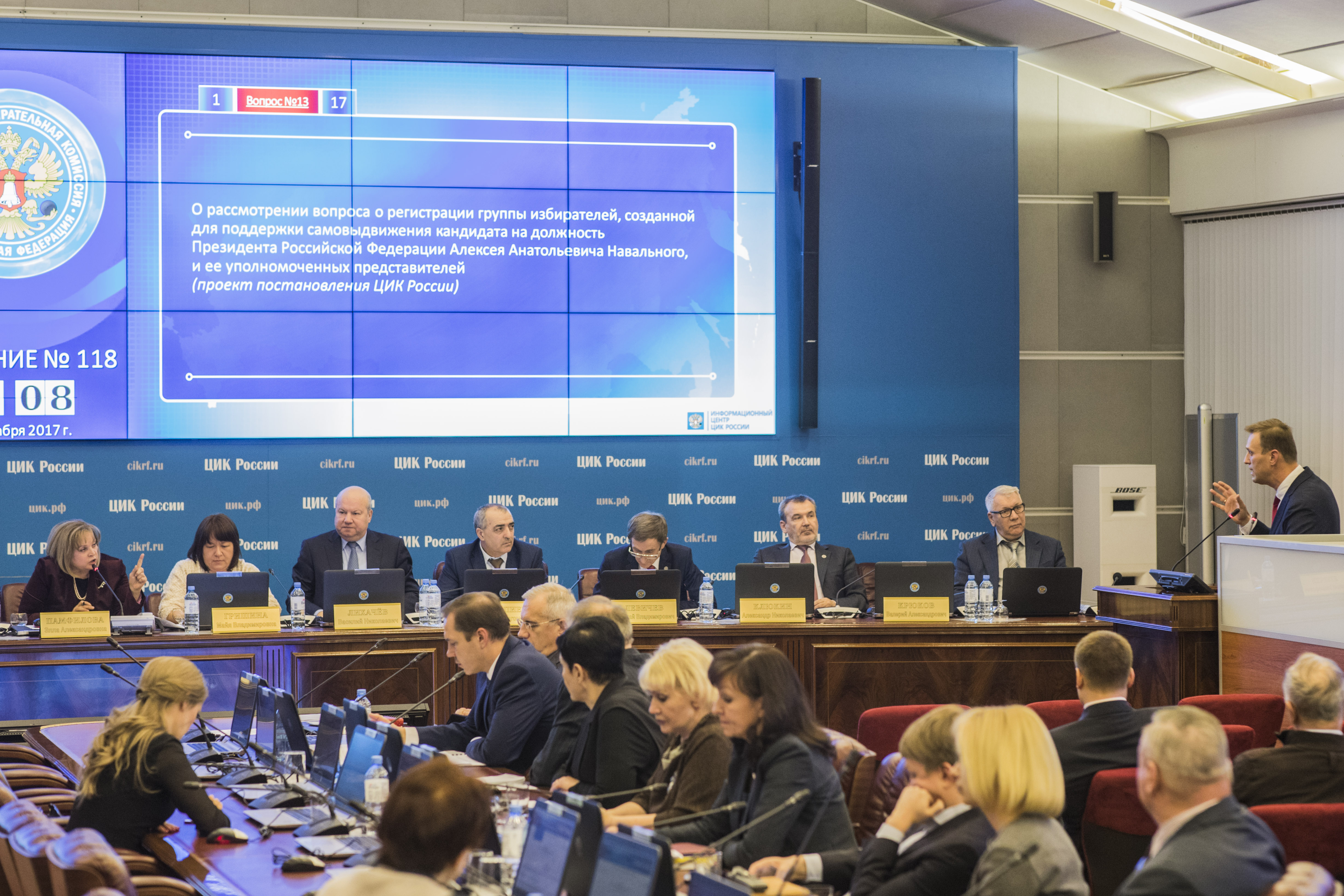
Выступление Алексея Навального в ЦИК РФ 25 декабря 2017 года

28 декабря редакция газеты «Ведомости» выбрала Навального политиком года. Редакция отметила, что Навальный оказался фактически единственным политиком, который провёл полноценную избирательную кампанию в предвыборном 2017 году. По мнению редакции, он стал ключевой фигурой будущих президентских выборов, по сути формируя их повестку. Навальному удалось навязать свою повестку другим кандидатам, включая Владимира Путина, и долгое время он был ключевой фигурой предвыборных событий, а его недопуск до выборов стал рассматриваться как подтверждение опасности политика для Кремля.
После отказа в регистрации Навальный запустил кампанию по бойкоту выборов, в рамках которой координировал деятельность наблюдателей на избирательных участках и организовал массовые акции протеста: «Забастовка избирателей» 28 января 2018 года и «Он нам не царь» 5 мая 2018 года, за призывы к которым был подвергнут административным арестам.

### Региональные выборы 2019 года
На митинге 20 июля на проспекте Сахарова в Москве Навальный призвал провести следующую акцию у мэрии 27 июля в том случае, если не будут допущены к выборам в МГД независимые кандидаты, и 24 июля был арестован у подъезда своего дома на 30 суток. Утром 28 июля был госпитализирован с подозрением на интоксикацию.
8 октября полиция подала в суд на ФБК, требуя 18 млн руб в порядке компенсации расходов за работу на несогласованных митингах 27 июля и 3 августа и потребовала арестовать единственный находящийся в собственности Алексея Навального объект недвижимости в качестве обеспечительной меры по данному иску.

### 2023 год
20 февраля Навальный опубликовал 15 принципов своей политической платформы, касающихся войны на Украине и послевоенного устройства России. Тезисы Навального состояли из трёх блоков:
1. Причины и ход войны с Украиной;
2. Завершение военных действий и их последствия, в числе которых — неизбежные репарации;
3. Ответ на вопрос «Почему прекращение путинской агрессии — в интересах России?».

По мнению Навального, причинами войны являются политические и экономические проблемы внутри России, стремление Путина «удержать власть любой ценой, а также его одержимость своим историческим наследием». По оценке Навального, Россия терпит военное поражение. Во втором блоке Навальный, в частности, заявил о необходимости возвращения к российско-украинским границам 1991 года, что свидетельствует об изменении его позиции по Крыму по сравнению с 2016 годом, когда он предлагал провести повторный референдум по статусу Крыма. В качестве механизма компенсаций в адрес Украины Навальный предложил снятие ограничений на поставки российских углеводородов с направлением части дохода от их экспорта на компенсации Киеву. Наиболее перспективной формой правления для России в будущем он назвал «парламентскую республику, основанную на сменяемости власти через честные выборы, независимом суде, федерализме, местном самоуправлении, полной экономической свободе и социальной справедливости».
В октябре-ноябре Навальный провёл анкетирование среди российских политиков, журналистов и общественных деятелей, чтобы узнать их отношение к президентской кампании в 2024 году. Идея провести анкетирование появилась у него на фоне дебатов по поводу выборов. 7 декабря его команда обнародовала стратегию, призвав голосовать за любого кандидата, кроме Владимира Путина. Навальный поддержал Акцию «Полдень против Путина».